# Lunar Lake
Lunar Lake és el nom en clau dels propers processadors de la sèrie 2 Core Ultra dissenyats per Intel, que es llançaran al mercat a la segona meitat del 2024. Està previst que segueixi amb Meteor Lake, que va veure com Intel va passar del silici monolític a un disseny MCM desagregat. Meteor Lake es va limitar a una versió mòbil, mentre que Arrow Lake inclou processadors mòbils i escriptoris connectables.

## Rerefons
El 24 de maig de 2024, es van donar a conèixer detalls sobre l'arquitectura del llac Lunar durant la presentació de Computex d'Intel a Taiwan. No es van anunciar els noms SKU dels processadors de Lunar Lake ni detalls com ara les velocitats de rellotge.

## Arquitectura
Lunar Lake és un disseny de SoC mòbil d'ultra baixa potència. És un successor dels processadors Meteor Lake-U de 15 W, mentre que Arrow Lake substitueix els processadors Meteor Lake-H de gamma mitjana de 28 W. L'enfocament de Lunar Lake en la baixa eficiència energètica té com a objectiu ordinadors portàtils ultra prims i dissenys mòbils compactes. Intel va dir que, amb Lunar Lake, tenia com a objectiu "desmentir el mite que [x86] no pot ser tan eficient" com ARM.

### Node de procés
Lunar Lake és el primer disseny de processador d'Intel on totes les matrius lògiques es fabriquen completament en nodes externs subcontractats a TSMC. Una anàlisi de Goldman Sachs va indicar que Intel gastaria 5.600 milions de dòlars el 2024 i 9.700 milions de dòlars el 2025 en subcontractació a TSMC. El març de 2024, el director financer d'Intel va admetre durant una trucada d'inversió que l'empresa era "una mica més pesada del que volem ser en termes de fabricació d'oblies externa versus interna". El mes següent, Intel va revelar que el seu negoci de foneria va tenir pèrdues operatives de 7.000 milions de dòlars durant el 2023.
La part de càlcul és més gran de Lunar Lake. Ha ampliat les funcions sobre la fitxa de càlcul de Meteor Lake que només allotjava nuclis de CPU i memòria cau. En lloc d'això, Lunar Lake allotja nuclis de CPU i la seva memòria cau, la GPU i la NPU. La generació anterior Meteor Lake va utilitzar el procés Intel 4 a la seva fitxa de càlcul mentre Lunar Lake es trasllada al node N3B de TSMC. N3B és la primera generació 3 nm de TSMC amb rendiments més baixos en comparació amb el node N3E actualitzat. La fitxa de càlcul de Lunar Lake es va planificar originalment per construir-se al node 18A d'Intel. 18A no debutarà fins al 2025 amb els processadors mòbils Panther Lake i els processadors de servidor Clearwater Forest. Lunar Lake comparteix les mateixes arquitectures Lion Cove P-core i Skymont E-core amb els processadors d'escriptori i mòbils Arrow Lake.

### Unitat de processament neuronal (NPU)
La Unitat de Processament Neural (NPU) de Lunar Lake, que realitza operacions d'IA localment, en silici més que al núvol, s'ha actualitzat a l'arquitectura "NPU 4" d'Intel amb velocitats de rellotge més grans. Intel afirma que Lunar Lake pot aconseguir un total de 120 TOPS de rendiment en càrregues de treball d'IA, amb 48 TOPS procedents només de la NPU, mentre que 67 TOPS addicionals provenen de la GPU i 5 TOPS de la CPU. Els 48 NPU TOPS dedicats de Lunar Lake compleixen els requisits de Microsoft per als ordinadors portàtils per tal de ser certificats com a ordinadors Copilot+. Microsoft ha imposat 40 TOPs sobre el rendiment de les NPU per executar Copilot localment en ordinadors Windows. Per comparació, la NPU dels processadors Meteor Lake i Arrow Lake és capaç de produir 10 TOP.

### Gràfics
La GPU de Lunar Lake inclou nuclis Xe2-LPG de segona generació basats en l'arquitectura gràfica Battlemage. L'arquitectura Battlemage es va llançar als processadors mòbils Lunar Lake abans que les targetes gràfiques d'escriptori Arc discretes. Conté 8 nuclis Xe2-LPG que comparteixen una memòria cau L2 de 8 MB. La fitxa gràfica és capaç de proporcionar fins a 67 TOPS de càlcul INT8 per al processament d'IA. El motor de visualització té 3 canonades de visualització amb HDMI 2.1, DisplayPort 2.1 i una nova connexió eDP 1.5. També inclou suport de descodificació H.266.

### Memòria
Lunar Lake inclou memòria LPDDR5X-8533 dins l'encapsulat amb capacitats de 16 GB a 32 GB. Aquesta memòria és un enfocament similar a Apple amb els seus SoC de la sèrie M que integren memòria LPDDR unificada al costat del silici de la CPU. La memòria permet que la CPU es beneficiï d'una amplada de banda de memòria més gran a menor potència i una latència reduïda, ja que la memòria està físicament a prop de la CPU. Intel afirma que la memòria de Lunar Lake va aconseguir una reducció del 40% del consum d'energia i "fins a 250 mil·límetres quadrats" d'espai. A més, la memòria que s'integra a la CPU significa que la petjada física general del processador en els ordinadors portàtils es pot reduir, ja que la memòria no s'ha de col·locar en una placa base independent amb la seva pròpia solució de refrigeració. La necessitat de refrigeració menys complexa significa que els processadors Lunar Lake poden encaixar més fàcilment en solucions mòbils compactes d'ultra baixa potència. L'inconvenient de la memòria de Lunar Lake és que no es pot substituir per l'usuari ni es pot actualitzar a capacitats superiors a 32 GB amb SO-DIMM. A causa de la inclusió de memòria, 2W de potència addicionals s'afegeixen al TDP dels processadors Lunar Lake. Els processadors Lunar Lake tenen un TDP que oscil·la entre 17 i 30 W en comparació amb el 15-28 W TDP dels processadors Meteor Lake-H.